# ディザインズ
『ディザインズ』は、五十嵐大介による日本のSF漫画作品。『月刊アフタヌーン』（講談社）にて、2015年6月号（2015年4月25日）から2019年5月号（2019年3月25日）まで隔月連載で連載された。
『月刊アフタヌーン』2014年6月号に掲載された読み切り短編「ウムヴェルト」は、遺伝子操作によって作られた「ヒューマナイズド・アニマル」のカエル少女を主人公とした作品で、本作の前日譚となっている。

## あらすじ
遺伝子操作によって誕生したヒトと動物のハイブリッド種・HA（ヒューマナイズド・アニマル）。戦闘に特化するようデザインされ、サンモント社によって紛争地域に投入される。その背景には、人類の未来へとつながる壮大な計画が横たわっていた。

## 登場人物

### HA（ヒューマナイズド・アニマル）
ナラ・プラント計画の一環として遺伝子操作によって動物をヒト化させた生命体。
クーベルチュール
カエルのHA。皮膚や脚がカエルの少女。自力で喋ることが出来ない。オクダによって設計された。
アンとベイブ
ヒョウのHA。身体がヒョウの女性。オクダによって設計された。
イルカのHA
ビクトリアによって設計された。人間の前頭骨部が凹み、メロン体が入るようになっているため、額が丸く広い。情報の共有が容易に可能。
レッド
名前の由来は赤。スキンヘッド。冷静沈着なリーダー。ビクトリアに強い依存をしている。
ラン
名前の由来は藍。黒い長髪。ひねくれ者でぶっきらぼうだが、繊細。クーベルチュールに好意を抱いている。
タオ
名前の由来は桃。長い茶髪。紅一点。毒舌でクーベルチュールを敵視している。
キイ
名前の由来は黄。3巻での事実上の主人公。明色の短髪。感情表現豊かだが、情緒不安定で群れに影響を与えている。母親に思い入れがあり強くこだわっている。
ルウ
名前の由来は緑。明色のカールした長髪。消極的で無口。

### オクダ邸の住民
オクダ
マッド・サイエンティスト。オッドアイ。動物のヒト化は彼にしか出来ない技術で生命の情報が音楽化した環世界の持ち主。両親と妹はテロで死亡、自身も巻き込まれる。
ジャスミン
ハウスキーパー見習い。元少年兵。別名 brains splash licks(飛び散った脳みそを舐める子)。
ジャレッド・バン・ダム
執事兼従者兼運転手兼ボディーガード。元傭兵で全身に武器を隠し持っている。
ロビン
両利きの料理人でハウスキーパー。
サル
ベースがアヌビスヒヒの人語を話す猿。口と声帯が人と同じ発音が出来るよう遺伝子編集されている。常にダジャレや言葉遊びをするが覚えた単語しか話さない。
アーワン(A-1)
スケーリーフットのHAで金属のウロコを持つ。ジャスミンに恋心を抱いている。

### ナラ・プラント計画関係
ショーン
創業家サンモントの5男。サンモント系列の民間軍事会社 BOUCLIER（ブークリエ)社の重役で事実上のトップ。女顔でポニーテールのメガネが特徴。父や兄と仲が悪く、人材を集め、何かしらを企んでいる様子。
ポール
ショーンの父。サンモントグループのトップの2代目会長。オクダを危険視しており、息子ショーンや父ベンを疎ましく思っている。
ベン・K（クリシュナ）・モントレイ
ショーンの祖父でポールの父。サンモント社初代会長。ヨガマスター。一代でサンモント社を世界的企業にのし上げた実績を持ち、引退してなお影響力を持つ。ナラ・プラント計画の中心人物でオクダを見出した。自称世の中の流れを見通せる環世界の持ち主。
ミリアム
ベンの妹でショーンの大伯母。ノミの研究者でオクダの両親と同僚でありオクダの出生の秘密を知っている。
ビクトリア・アークェット
才色兼備。HAのメンテナンス兼教育係。イルカのHAたちの母親的存在。

## 用語
ナラ・プラント計画
1970年代初頭にフリーマン・ダイソンが提唱した考えを基に立ち上げられた人類の宇宙移民計画。
環世界
生物それぞれの固有の認識世界。作中では一部の登場人物が他の人間とは異なる環世界を持つとされる。

## 書誌情報
- 五十嵐大介 『ディザインズ』 講談社 〈アフタヌーンKC〉、全5巻
  1. 2016年2月23日発売 [3]  、ISBN 978-4-06-388124-0
  2. 2017年3月23日発売[4] 、ISBN 978-4-06-388246-9
  3. 2018年1月23日発売[5] 、ISBN 978-4-06-510776-8
  4. 2019年10月23日発売[6] 、ISBN 978-4-06-517177-6
  5. 2019年11月22日発売[7] 、ISBN 978-4-06-517484-5